# Deutsche Botschaft Managua
Die Deutsche Botschaft Managua ist die diplomatische Vertretung der Bundesrepublik Deutschland in der Republik Nicaragua.

## Lage
Die Kanzlei der Botschaft befindet sich in den südlichen Ausläufern des Zentrums der nicaraguanischen Hauptstadt Managua. Die Straßenadresse lautet (spanisch): Carretera a Masaya km 5, del Colegio Teresiano 1 c. al sur, 1 c. abajo Calle Erasmus de Rotterdam, Managua.
Die Straße „Erasmus de Rotterdam“ ist eine Nebenstraße der Hauptverkehrsroute „Carretera a Masaya“.

## Auftrag und Organisation
Die Botschaft Managua hat den Auftrag, die deutsch-nicaraguanischen Beziehungen zu pflegen, die deutschen Interessen gegenüber der Regierung von Nicaragua zu vertreten und die Bundesregierung über Entwicklungen in Nicaragua zu unterrichten.
In der Botschaft bestehen die Arbeitsbereiche Politik, Wirtschaft, Kultur und Entwicklungszusammenarbeit (EZ). Schwerpunkt der EZ ist die Trinkwasserversorgung.
Das Referat für Rechts- und Konsularaufgaben der Botschaft bietet deutschen Staatsangehörigen konsularische Dienstleistungen und Hilfe in Notfällen an. Der konsularische Amtsbezirk der Botschaft umfasst ganz Nicaragua. Die Visastelle erteilt Einreisegenehmigungen für in Nicaragua wohnhafte Bürger dritter Staaten. Nicaraguanische Staatsangehörige benötigen für Einreise und Aufenthalt im Schengen-Raum kein Visum, sofern sie nicht länger als 90 Tage pro Halbjahr bleiben.

## Geschichte
Die Bundesrepublik Deutschland richtete am 13. Oktober 1954 eine Gesandtschaft in Managua ein, die am 26. Mai 1960 die Botschaft umgewandelt wurde.
Die DDR und Nicaragua nahmen am 20. Juli 1979 diplomatische Beziehungen auf. Es wurde eine Botschaft eingerichtet, die nach dem Beitritt der DDR zur Bundesrepublik Deutschland im Jahr 1990 geschlossen wurde.